# Botnica
Botnica — эстонский ледокол и мультифункциональное снабженческое судно для нефтяных платформ ледового класса ICE-10 для проводки судов в Финском заливе зимой и обслуживания водных объектов нефтегазовой отрасли в полярных регионах в межсезонье. Построено на верфи Finnyards в Раума в Финляндии 29 июня 1998 года. C 27 ноября 2012 года ходит под эстонским флагом. Порт приписки — Таллин.

## История судна
Киль судна под строительным номером 421 был заложен на финской верфи Finnyards в Раума 2 сентября 1997 года. Спуск ледокола на воду состоялся  20 февраля 1998 года.  После завершения строительства судно было передано морской администрации Финляндии и до 2012 года выполняло ледовую проводку судов под финским флагом. Порт приписки Хельсинки. В связи с холодными зимами, тяжёлой ледовой обстановкой и нагоном льда у эстонского побережья, а также отсутствием собственного парка современных ледоколов, за исключением построенного в середине прошлого века ледокола Tarmo, 24 октября 2012 года компания Tallinna Sadam (Таллинский порт) купила у финской фирмы ледокол Botnica за 50 миллионов евро для эксплуатации зимой у побережья Эстонии и сдачи последнего в межсезонье в аренду российским нефтяным компаниям. Ледокол способен ломать лёд толщиной 1,2 метра.

## Техническое оснащение
У ледокола Botnica 12 дизельных двигателей Caterpillar 3512B DITA общей мощностью 15 МВт, позволяющее идти со скоростью 16,5 узлов с помощью двух поворотных винто-рулевых колонок марки ABB, каждая из которых имеет мощность 5 МВт. В носу расположены 3 подруливающих устройства туннельного типа марки Brunvoll мощностью 1150 кВт каждое.
Главный кран судна для производства подводных работ имеет грузоподъёмность 150 т.
В носу судна имеется вертолётная посадочная площадка, способная принимать вертолёты весом до 11,2 т.

## На борту
На борту ледокола имеются каюты для размещения расширенной до 72 человек команды, салон, столовая и кофейня, прачечная, спортивный уголок, сауна, киоск, госпиталь.